# 북독일 평원

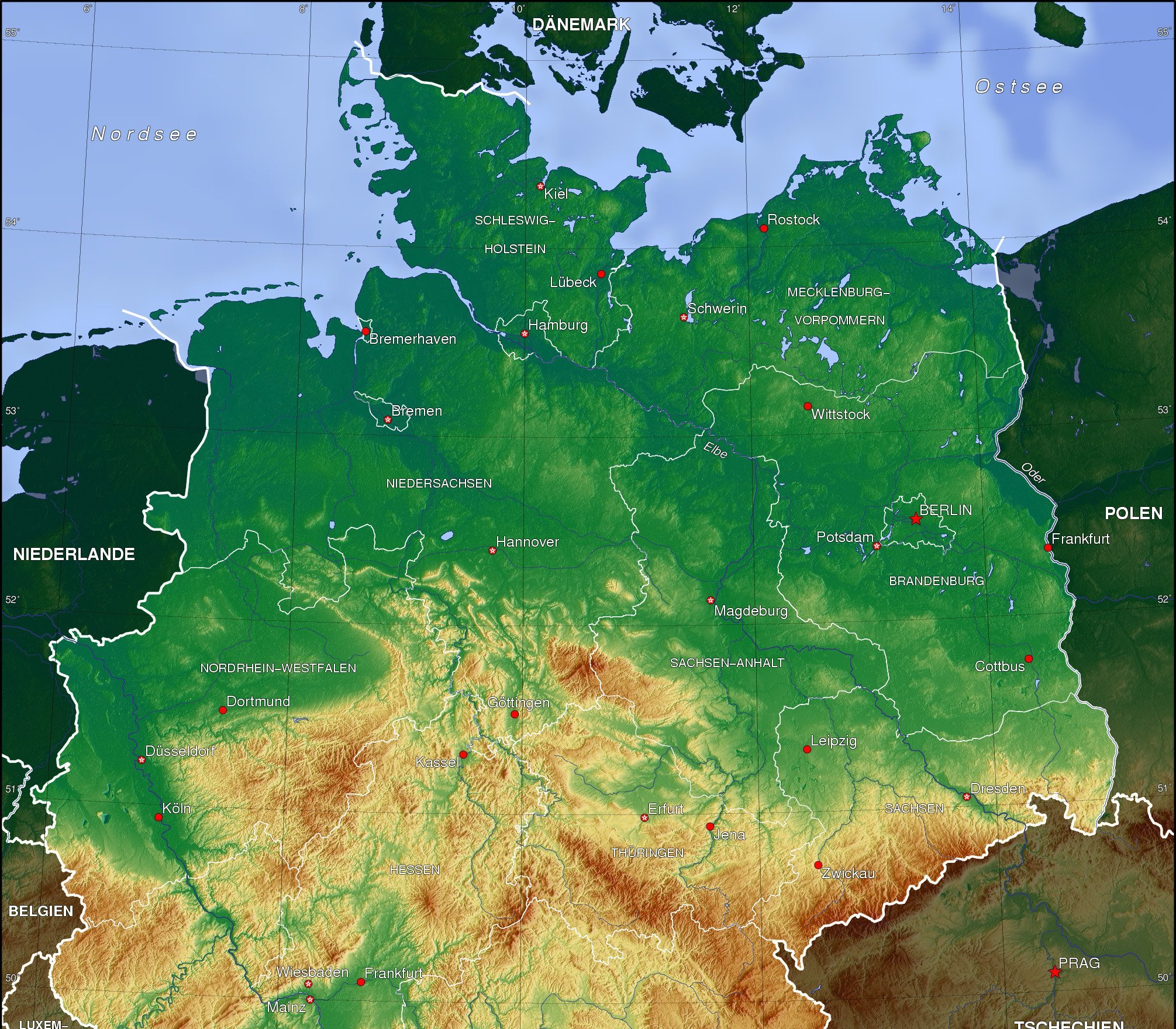

북독일 평원(독일어: Norddeutsches Tiefland)은 북유럽 평원의 독일 지역이다. 바로 남쪽의 중앙고지대, 그리고 그 너머 남쪽의 바이에른 산록지대와 함께 독일의 3대 자연환경을 구성한다.
북쪽으로는 북해와 발트해(독일어로 동해)가 있고, 남쪽으로는 중앙고지대와 접한다. 서쪽으로는 니더작센 구릉지와 라인강 육괴가 있어서 베스트팔렌 저지대와의 경계를 이룬다. 동쪽으로는 하르츠 중간산악 너머까지 평원이 뻗어나가 중앙작센 구릉지와 에르츠산맥까지 닿는다.

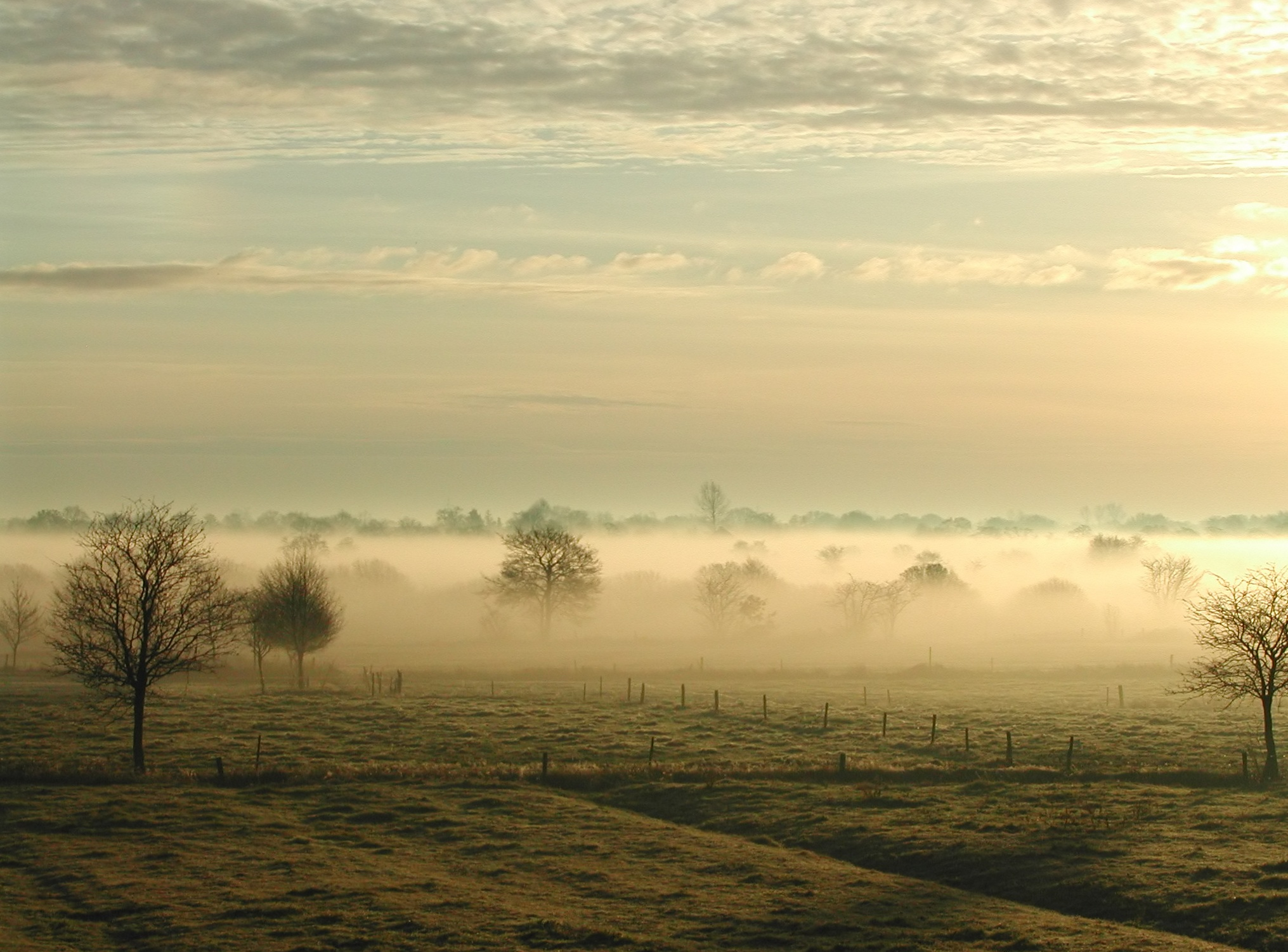
동프리슬란트의 아침 풍경.